# Congresso europeo di scienze planetarie
Il Congresso europeo di scienze planetarie, in inglese European Planetary Science Congress (EPSC), creato nel 2006, è costituito da una serie di conferenze che raccolgono ogni anno centinaia di scienziati da ogni parte del mondo per discutere gli ultimi avanzamenti nel campo della planetologia, e delle scienze dell'universo.

## Storia
Ogni quattro/cinque anni si tiene un congresso unitario organizzato congiuntamente dal comitato scientifico dell'EPSC e dal suo corrispettivo americano, la Division for Planetary Sciences (DPS, "Divisione di Scienze Planetarie") dell'American Astronomical Society, che si tiene alternativamente in Europa e negli Stati Uniti.
Le edizioni congiunte del 2011 e 2019 si sono tenute in Europa, quelle del 2016 e del 2023 negli Stati Uniti.
L'edizione del 2020, prevista originariamente a Granada (Spagna) e quella del 2021 si sono tenute in modalità virtuale a causa della Pandemia di COVID-19.

## Congressi
| Edizione | Data                          | Città ospitante       | Luogo                                                | Scienziati presenti | Paesi partecipanti | Note                 |
| -------- | ----------------------------- | --------------------- | ---------------------------------------------------- | ------------------- | ------------------ | -------------------- |
| 1        | 18-22 Settembre 2006          | Berlino, Germania     | Estrel Convention Center                             | 554                 |                    | [ 2 ]                |
| 2        | 20-24 Agosto 2007             | Potsdam, Germania     | Kongress Hotel am Templiner See                      | 400+                |                    | [ 3 ]                |
| 3        | 21-26 Settembre 2008          | Münster, Germania     | Università di Münster                                | 461                 |                    | [ 4 ]                |
| 4        | 13-18 Settembre 2009          | Potsdam, Germania     | Kongress Hotel am Templiner See                      | 550                 |                    | [ 5 ]                |
| 5        | 19-24 Settembre 2010          | Roma, Italia          | Pontificia università "San Tommaso d'Aquino"         | 687                 |                    | [ 6 ]                |
| 6        | 2-7 Ottobre 2011              | Nantes, Francia       | Centro congressi di Nantes                           | 1535                | 42                 | Congiunto con il DPS |
| 7        | 23-28 Settembre 2012          | Madrid, Spagna        | IFEMA-Feria de Madrid                                | 705                 | 34                 | [ 8 ]                |
| 8        | 8-13 Settembre 2013           | Londra, Regno Unito   | University College                                   | 960                 | 39                 | [ 9 ]                |
| 9        | 7-12 Settembre 2014           | Cascais, Portogallo   | Centro congressi dell'Estoril                        | 591                 | 27                 | [ 10 ]               |
| 10       | 27 Settembre - 2 Ottobre 2015 | Nantes, Francia       | Centro congressi di Nantes                           | 706                 | 33                 | [ 11 ]               |
| 11       | 16-21 Ottobre 2016            | Pasadena, Stati Uniti | Pasadena Convention Center                           | 1400+               |                    | Congiunto con il DPS |
| 12       | 17-22 Settembre 2017          | Riga, Lettonia        | Radisson Blu Hotel Latvija                           | 808                 | 40                 | [ 13 ]               |
| 13       | 16-21 Settembre 2018          | Berlino, Germania     | Università tecnica di Berlino                        | 1018                | 44                 | [ 14 ]               |
| 14       | 15-20 Settembre 2019          | Ginevra, Svizzera     | Centre International de Conférences de Genève (CICG) | 1730                | 52                 | Congiunto con il DPS |
| 15       | 21 Settembre - 9 Ottobre 2020 | virtuale              |                                                      | 1168                | 49                 | [ 15 ]               |
| 16       | 13-24 Settembre 2021          | virtuale              |                                                      | 795                 | 47                 | [ 16 ]               |
| 17       | 18-23 Settembre 2022          | Granada, Spagna       | Palacio de Congresos de Granada                      | 1180                | 48                 | [ 17 ]               |
| 18       | 1-6 Ottobre 2023              | San Antonio, Texas    | San Antonio Marriott River center                    |                     |                    | Congiunto con il DPS |
| 19       | 8-13 Settembre 2024           | Berlino, Germania     | Freie Universität Berlin                             |                     |                    |                      |
| 20       | 7-12 Settembre 2025           | Helsinki, Finlandia   | Finlandia Hall                                       |                     |                    | Congiunto con il DPS |
| 21       | 6-11 Settembre 2026           | L'Aia, Paesi Bassi    | Amare Venue                                          |                     |                    |                      |
| 22       | 19-24 Settembre 2027          | Tolosa, Francia       | Pierre Baudis Congress Centre                        |                     |                    |                      |